# Turnera campaniflora
Turnera campaniflora är en passionsblomsväxtart som beskrevs av Arbo, Shore och S.C.H.Barrett. Turnera campaniflora ingår i släktet Turnera och familjen passionsblomsväxter. Inga underarter finns listade i Catalogue of Life.